# Rio Verde (kommun i Chile)
Rio Verde är en kommun i Chile.   Den ligger i provinsen Provincia de Magallanes och regionen Región de Magallanes y de la Antártica Chilena, i den södra delen av landet, 2 200 km söder om huvudstaden Santiago de Chile.
Trakten runt Rio Verde är nära nog obefolkad, med mindre än två invånare per kvadratkilometer.